# نادي موجهاي آمو
نادي موجهاي آمو لكرة القدم (بالفارسية: باشگاه فوتبال موج‌های آمو) هو نادٍ رياضي لكرة القدم في العاصمة الأفغانية كابل، أسس سنة 2012م وتلعب في الدوري الأفغاني الممتاز.

## مصدر
1. ↑  Mawjhai Amu | APL نسخة محفوظة 12 يناير 2018 على موقع واي باك مشين.